# Psicologia social
La psicologia social és la ciència que estudia les relacions entre les persones i els grups. Els especialistes en aquesta àrea interdisciplinària o bé són psicòlegs o bé són sociòlegs, ja que en psicologia social es fan servir tant els individus com els grups com a unitat d'anàlisi. Malgrat la seva semblança, els investigadors (sociòlegs i psicòlegs) tendeixen a diferir en els seus objectius, aproximacions, mètodes i terminologia. Durant la Segona Guerra Mundial aquestes dues disciplines científiques van col·laborar més estretament. Actualment hi ha encara un cert grau de solapament i d'influència entre totes dues matèries.

## Fenòmens Intrapersonals

### Actituds
En psicologia social, les actituds es defineixen com a avaluacions globals apreses d'una persona, objecte, lloc o qüestió que influeixen en el pensament i l'acció. Simplement, les actituds són expressions bàsiques d'aprovació o desaprovació, favoritisme o exclusió, agradar o desagradar: es pot exemplificar amb el gust pel gelat de xocolata o l'aval dels valors d'un partit polític determinat.
Els psicòlegs socials han estudiat la formació d'actituds, l'estructura de les actituds, el canvi d'actitud, la funció de les actituds i la relació entre actituds i conductes. Com que les persones estan influenciades per la situació, les actituds generals no sempre són bones predictores de conductes concretes. Per exemple, per diverses raons, una persona pot valorar el medi ambient però no reciclar una llauna en un dia determinat.
En els darrers temps, la investigació sobre actituds ha examinat la distinció entre mesures actitudinals tradicionals, autoinformades i actituds "implícites" o inconscients. Per exemple, els experiments que utilitzaven el Test d'associació implícita han trobat que les persones sovint demostren biaix implícit envers altres races, fins i tot quan les seves respostes explícites revelen la mateixa mentalitat. Un estudi va trobar que les actituds explícites es correlacionen amb el comportament verbal en les interaccions interracials, mentre que les actituds implícites es correlacionen amb el comportament no verbal.
Una hipòtesi sobre com es formen les actituds, avançada per primera vegada per Abraham Tesser el 1983, és que el nostre maquillatge genètic està arrelat a gustos i disgustos forts. Tesser especula que els individus estan disposats a mantenir certes actituds fortes com a resultat de les habilitats físiques, sensorials i cognitives, temperament i trets de personalitat innats. Sigui quina sigui la disposició que ens doni la naturalesa, les nostres actituds més apreciades sovint es formen com a resultat de l'exposició a objectes d'actitud; la nostra història de recompenses i càstigs; l'actitud que manifesten els nostres pares, amics i enemics; el context social i cultural en què vivim; i altres tipus d'experiències que tenim. Evidentment, les actituds es formen mitjançant el procés bàsic d'aprenentatge. Nombrosos estudis han demostrat que les persones poden formar actituds fortes positives i negatives davant d'objectes neutres que estan d'alguna manera lligats a estímuls carregats emocionalment.
Les actituds també participen en altres àmbits de la disciplina, com ara la conformitat, l'atracció interpersonal, la percepció social i els prejudicis.

### Persuasió
El tema de la persuasió ha rebut una gran atenció en els darrers anys. La persuasió és un mètode d'influència actiu que intenta orientar les persones cap a l'adopció d'una actitud, idea o comportament per mitjans racionals o emotius. La persuasió es basa en "apel·lacions" en lloc d'una forta pressió o coacció. S'han trobat nombroses variables per influir en el procés de persuasió; normalment es presenten en cinc grans categories que detallen "qui va dir què a qui i com":
1. El Comunicador, incloent-hi credibilitat, experiència, fiabilitat i atractiu.
2. El Missatge, que inclou diferents graus de raó, emoció (com la por), arguments d'una sola cara o de dues cares i altres tipus de contingut informatiu.
3. El públic, inclosa una varietat de dades demogràfiques, trets de personalitat i preferències.
4. El canal o mitjà, incloent-hi la paraula impresa, la ràdio, la televisió, internet o les interaccions presencials.
5. El context, inclòs l'entorn, la dinàmica de grups i el preàmbul del missatge.

Les teories de persuasió de dos processos (com el model de probabilitat d'elaboració) mantenen que el procés persuasiu està mediat per dues rutes diferents; central i perifèrica. La via central de la persuasió es basa més en els fets i té com a resultat un canvi més durador, però requereix motivació per processar-se. La ruta perifèrica és més superficial i té com a resultat un canvi durador més curt, però no requereix tanta motivació per processar-se. Un exemple de via perifèrica de persuasió pot ser un polític que utilitza un passador de solapa, somrient i que portés una camisa neta i nítida. Tingueu en compte que això no requereix que la motivació sigui persuasiva, però no hauria de durar la persuasió en funció de la ruta central. Si aquest polític esbrina exactament el que creia i el seu registre de votació anterior, això faria servir la ruta central i comportaria un canvi durador, però requeriria una gran motivació per processar-se.

### Psicologia de masses
La cognició social és un àmbit creixent de la psicologia social que estudia la manera com les persones perceben, pensen i recorden informació sobre els altres. Molta investigació es basa en l'afirmació que la gent pensa en (altres) persones de manera diferent als objectius no socials. Aquesta afirmació es basa en els dèficits cognitius socials que presenten les persones amb síndrome de Williams i autisme. La percepció de la persona és l'estudi de com les persones formen impressions d'altres. L'estudi de com les persones es formen creences les unes sobre les altres mentre interaccionen es coneix com a percepció interpersonal.
Un dels principals temes de recerca en cognició social és l'atribució. Les atribucions són les explicacions que fem pel comportament de les persones, sigui pel nostre propi comportament o pel comportament dels altres. Un element d'atribució vincula un comportament (locus) a factors interns o externs. Una atribució interna o dispositiva assigna un comportament per causes relacionades amb trets interiors com la personalitat, la disposició, el caràcter o la capacitat. Una atribució externa o situacional implica elements situacionals, com ara el clima. Un segon element d'atribució atribueix la causa del comportament a factors estables o inestables (tant si el comportament es repetirà o canviarà en circumstàncies similars). Finalment, també atribuïm causes de conducta a factors controlables o incontrolables: el control que té sobre la situació actual.
S'han descobert nombrosos biaixos en el procés d'atribució. Per exemple, l'error d'atribució fonamental és la tendència a fer atribucions dispositives per al comportament, sobreestimar la influència de la personalitat i menystenir la influència de les situacions. La diferència actor-observador és un refinament d'aquest biaix, la tendència a fer atribucions dispositives per al comportament d'altres persones i atribucions situacionals per al nostre compte. El biaix que serveix per si mateix és la tendència a atribuir causes dispositives d'èxits i causes situacionals de fracàs, especialment quan l'autoestima està amenaçada. Això porta a suposar que els seus èxits provenen de trets innats i els fracassos es deuen a situacions, incloses altres persones. Altres maneres de protegir la seva autoestima són les persones que creuen en un món just, culpant les víctimes del seu patiment, i fent atribucions defensives, que expliquen el nostre comportament de maneres que ens defensen dels sentiments de vulnerabilitat i mortalitat. Els investigadors han trobat que els individus lleugerament deprimits sovint no tenen aquest biaix i en realitat tenen percepcions més realistes de la realitat (mesurada per l'opinió d'altres).
Les heurístiques són dreceres cognitives. En lloc de pesar totes les evidències a l'hora de prendre una decisió, la gent confia en l'heurística per estalviar temps i energia. La disponibilitat heurística es produeix quan la gent estima la probabilitat d'un resultat en funció de la fàcil que s'imagina. Com a tal, les possibilitats vívides o molt memorables es percebran com a més probables que aquelles que són més difícils d'imaginar o que són difícils d'entendre, donant lloc a un biaix cognitiu corresponent. La representativitat heurística és una drecera que les persones utilitzen per categoritzar quelcom basat en com n'és de similar amb un prototip que coneixen. Investigadors en cognicions socials han trobat nombrosos prejudicis. El biaix posterior és una falsa memòria d'haver predit esdeveniments o una exageració de prediccions reals després de prendre consciència del resultat. El biaix de confirmació és un tipus de biaix que condueix a la tendència a cercar o interpretar informació de manera que es confirmi les idees prèvies.
Un altre concepte clau en la cognició social és el supòsit que la realitat és massa complexa per distingir fàcilment. Com a resultat, tendim a veure el món segons esquemes simplificats o imatges de la realitat. Els esquemes són representacions mentals generalitzades que organitzen coneixements i guien el processament de la informació. Els esquemes sovint funcionen de manera automàtica i involuntària i poden provocar biaixos en la percepció i la memòria. Les expectatives d'esquemes poden portar-nos a veure alguna cosa que no hi és. Un experiment va trobar que les persones tenen més probabilitats de percebre una arma a les mans d'un home negre que d'un home blanc. Aquest tipus d'esquema és en realitat un estereotip, un conjunt generalitzat de creences sobre un determinat grup de persones (quan és incorrecte, un error d'atribució final). Els estereotips sovint estan relacionats amb actituds negatives o preferents (prejudicis) i comportaments (discriminació). Els esquemes de conductes (per exemple, anar a un restaurant, fer bugaderia) es coneixen com a guions.

### L'Autoconcepte
L'autoconcepte és un terme referit a tota la suma de creences que la gent té sobre si mateixes. Segons Hazel Markus (1977), l'autoconcepte està format per molècules cognitives anomenades auto-esquemes: creences que la gent té sobre si mateixes que guien el processament d'informació autosuficient. Per exemple, un esportista en una universitat tindrà múltiples serveis que processarien informació diferent rellevant per a cada un: l'estudiant seria un "jo", que processaria informació pertinent a un estudiant (prendre notes a classe, completar una tasca de casa, etc.); l'atleta seria el "jo" que processa informació sobre coses relacionades amb l'atleta (reconèixer un company desmarcat, llençar a cistella, etc.). Aquests "jo" formen part de la identitat pròpia i la informació autònoma és la informació que es basa en el "jo" adequat per processar-la i reaccionar-hi. Si un "jo" no forma part de la pròpia identitat, és molt més difícil reaccionar. Per exemple, pot ser que un civil no sàpiga gestionar una amenaça hostil com ho faria un marine entrenat. El marine conté un "jo" que li permetria processar la informació sobre l'amenaça hostil i reaccionar en conseqüència, mentre que un civil no el té, impossibilitant-lo de processar adequadament la informació de l'amenaça hostil. Els esquemes propis es refereixen a la idea d'autoconcepte total d'un individu, ja que la hipòtesi es refereix a una teoria o el llibre a la biblioteca. Un bon exemple és l'autoesquema del pes corporal: es consideren esquemes pel que fa a les persones que es consideren un sobrepès o un baix pes o aquells que la imatge corporal és un aspecte significatiu de l'autoconcepte. Per a aquestes persones, una sèrie d'esdeveniments d'una altra manera mundana (compres de queviures, roba nova, menjar fora o anar a la platja) poden desencadenar reflexions sobre el jo. En canvi, les persones que no consideren el seu pes com una part important de la seva vida són esquemàtiques en aquest atribut.
En paraules de Joseph Forgas, el jo és un objecte especial de la nostra atenció. Tant si es tracta d'un focus mental en una memòria, una conversa, una mala olor, la cançó que s'enganxa al cap, la consciència és com un punt de mira. Aquest focus pot il·luminar només sobre un objecte alhora, però pot canviar ràpidament d'un objecte a un altre. El jo és, doncs, punt de vista i objecte de l'observació.
Els seus pilars són afecte, comportament i cognició. Pregunta afectiva (o emocional): com s'avaluen les persones a si mateixes, augmenten la seva pròpia imatge i mantenen un sentiment d'identitat segur? Una pregunta de comportament: com regulen les persones les seves pròpies accions i es presenten davant d'altres d'acord amb les demandes interpersonals? Una pregunta cognitiva: com es converteixen els individus en si mateixos, construeixen un autoconcepte i mantenen un sentit estable de la identitat?
La predicció afectiva és el procés de predir com se sentiria en resposta a futurs esdeveniments emocionals. Els estudis realitzats per Timothy Wilson i Daniel Gilbert el 2003 han demostrat que la gent sobreestima la força de la reacció davant els esdeveniments de vida positius i negatius previstos, per sobre del que senten realment quan es produeix l'esdeveniment.
Hi ha moltes teories sobre la percepció del nostre propi comportament. La teoria de l'autopercepció de Daryl Bem (1972) afirma que quan els indicis interns són difícils d'interpretar, les persones adquireixen un coneixement propi observant el seu propi comportament. La teoria de la comparació social de Leon Festinger del 1954 és que les persones avaluen les seves pròpies habilitats i opinions si es comparen amb les altres quan no estan segurs de la seva pròpia capacitat o opinions. També hi ha la hipòtesi del feedback facial: que els canvis en l'expressió facial poden comportar canvis en l'emoció corresponents.
Al llarg dels anys, els camps de la psicologia social i de la personalitat s'han anat fusionant i els psicòlegs socials han desenvolupat un interès pels fenòmens relacionats amb si mateixos. En contrast amb la teoria de la personalitat tradicional, però, els psicòlegs socials posen un major èmfasi en les cognicions que en els trets. Bona part de la investigació se centra en l'autoconcepte, que és la comprensió de la persona de si mateix. L'autoconcepte sovint es divideix en un component cognitiu, conegut com a auto-esquema, i un component avaluador, l'autoestima. La necessitat de mantenir una autoestima saludable es reconeix com una motivació humana central en el camp de la psicologia social.
Les creences d'autoeficàcia estan associades a l'autoesquema. Aquestes són les expectatives que el rendiment en alguna tasca serà eficaç i reeixit. Els psicòlegs socials també estudien processos relacionats amb ells mateixos com ara l'autocontrol i la presentació.
Les persones desenvolupen els seus autoconceptes per mitjans diversos, incloent-hi la introspecció, la retroalimentació dels altres, l'autopercepció i la comparació social. Si es comparen amb altres persones rellevants, les persones obtenen informació sobre si mateixes i fan inferències rellevants per a l'autoestima. Les comparacions socials poden ser "ascendents" o "descendents", és a dir, comparacions amb persones que tenen un estatus o habilitat més alts o inferiors en estatus o habilitats. Sovint es fan comparacions a la baixa per augmentar l'autoestima.
L'autopercepció és una forma especialitzada d'atribució que consisteix a fer inferències sobre un mateix després d'observar el propi comportament. Els psicòlegs han trobat que massa recompenses extrínseques (per exemple, diners) solen reduir la motivació intrínseca a través del procés d'autopercepció, un fenomen conegut com a sobrejustificació. L'atenció de les persones es dirigeix a la recompensa i perden l'interès per la tasca quan la recompensa ja no s'ofereix, el que és una excepció important de la teoria del reforç.
Els temes d'estudi més freqüents són:
- la psicologia dels grups
- l'altruisme
- l'agressivitat
- els rols socials
- grups socials i moviments urbans
- influència del gènere, la raça i la classe social
- el canvi social
- la injustícia social
- la socialització